# Crenobia
Crenobia är ett släkte av plattmaskar. Crenobia ingår i familjen Planariidae.
Släktet innehåller bara arten Crenobia alpina.

## Bildgalleri

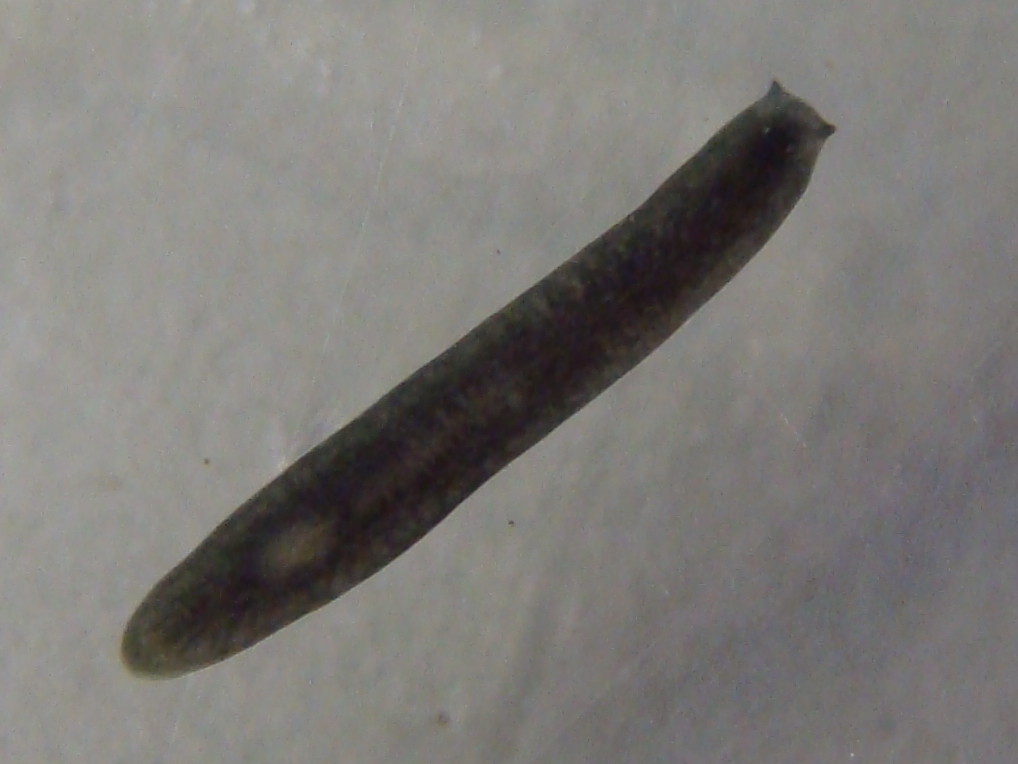